# ذو المثعب الضخم
ذو المثعب الضخم (الاسم العلمي: Macrosiphum)، جنس حشرات من فصيلة المنية.